# Estadio Moisés Lucarelli
El Estadio Moisés Lucarelli es un estadio deportivo ubicado en la ciudad de Campinas, en el estado de São Paulo, Brasil. En este estadio hace de local su propietario el club Ponte Preta. Fue inaugurado el 12 de septiembre de 1948, y su nombre homenajea a Moysés Lucarelli un expresidente del club. El recinto fue construido con donaciones de materiales realizados por los aficionados del club.

## Datos
El estadio alcanzó en su oportunidad una capacidad máxima para 35 000 espectadores, en la actualidad, la capacidad se redujo para alrededor de unos 20 000 espectadores con el fin de proporcionar una mayor comodidad y para adaptarse a las nuevas disposiciones legales de seguridad. Otro club de Campinas, el Red Bull Brasil también juega sus partidos del Campeonato Paulista.
El estadio es conocido por los aficionados del club como Majestoso, por la capacidad del recinto al momento de su inauguración en 1948, cuando llegó a ser el tercer estadio más grande de Brasil, sólo superado por el estadio Pacaembu en São Paulo, y el Estadio São Januário del club Vasco da Gama de Río de Janeiro.
Es posible que su mayor registro de asistencia ha estado en el juego entre el Ponte Preta y Santos, el 16 de agosto de 1970, cuando 33 500 espectadores pagaron sus entradas para ver ganar a los visitantes 1 a 0. Sin embargo, según los historiadores, había cerca de 40 000 aficionados en el estadio y cuatro mil personas afuera, sin poder entrar. Al final del Campeonato Paulista de 1970, Ponte Preta obtuvo el segundo lugar.
Oficialmente, el público fue mayor en la derrota por 3 a 1 del Ponte Preta ante el São Paulo el 1 de febrero de 1978 donde concurrieron 34 985 espectadores. Hay un proyecto para construir un anillo superior, aumentando la capacidad del estadio a cerca de 40 000 personas.

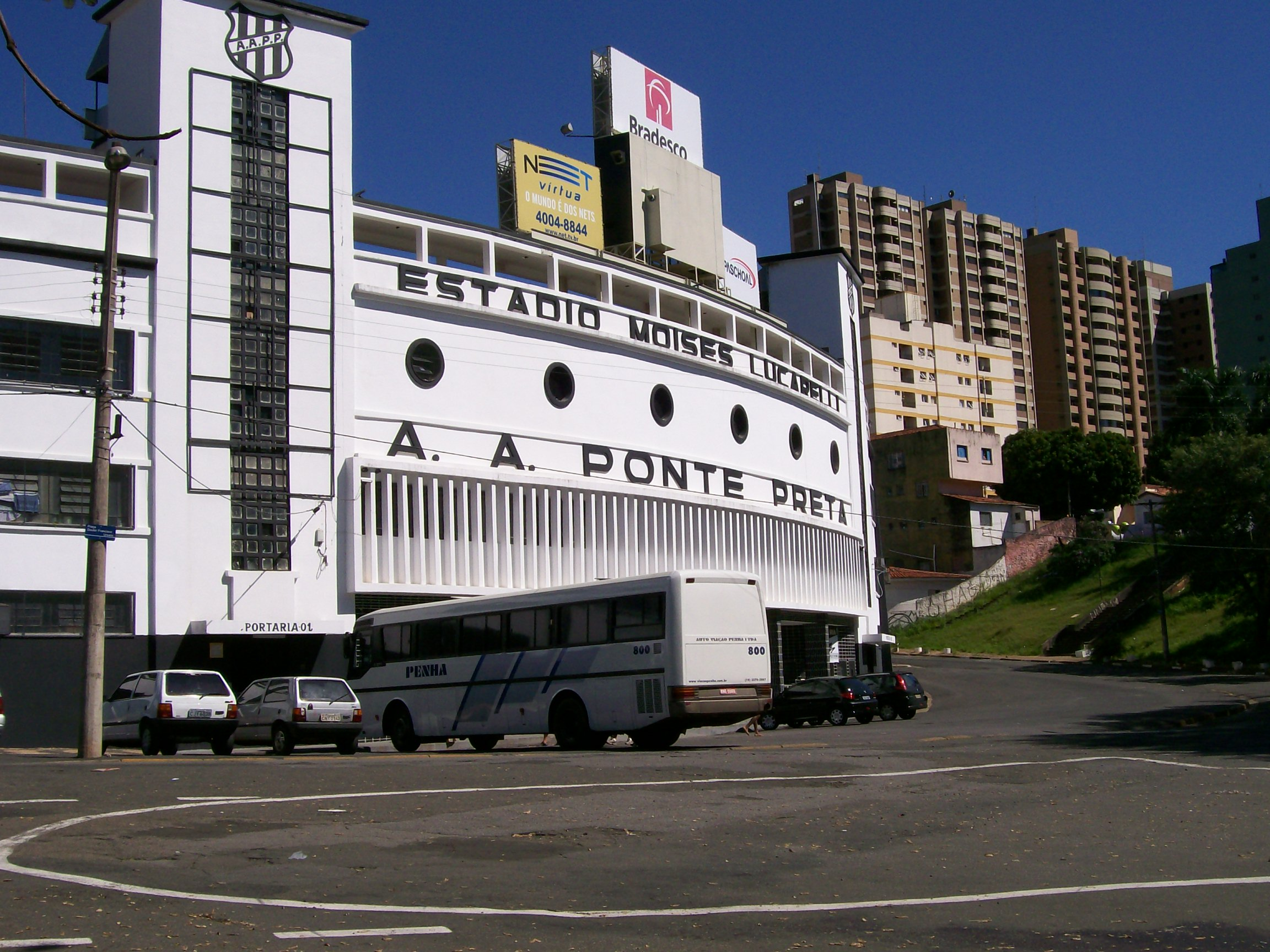
Fachada principal
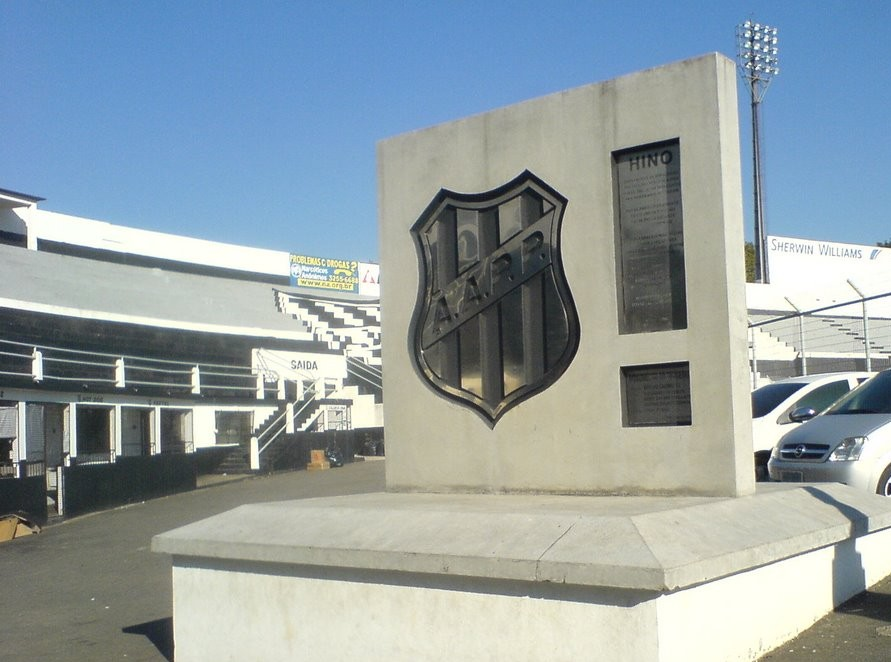
Monumento e insignia del club
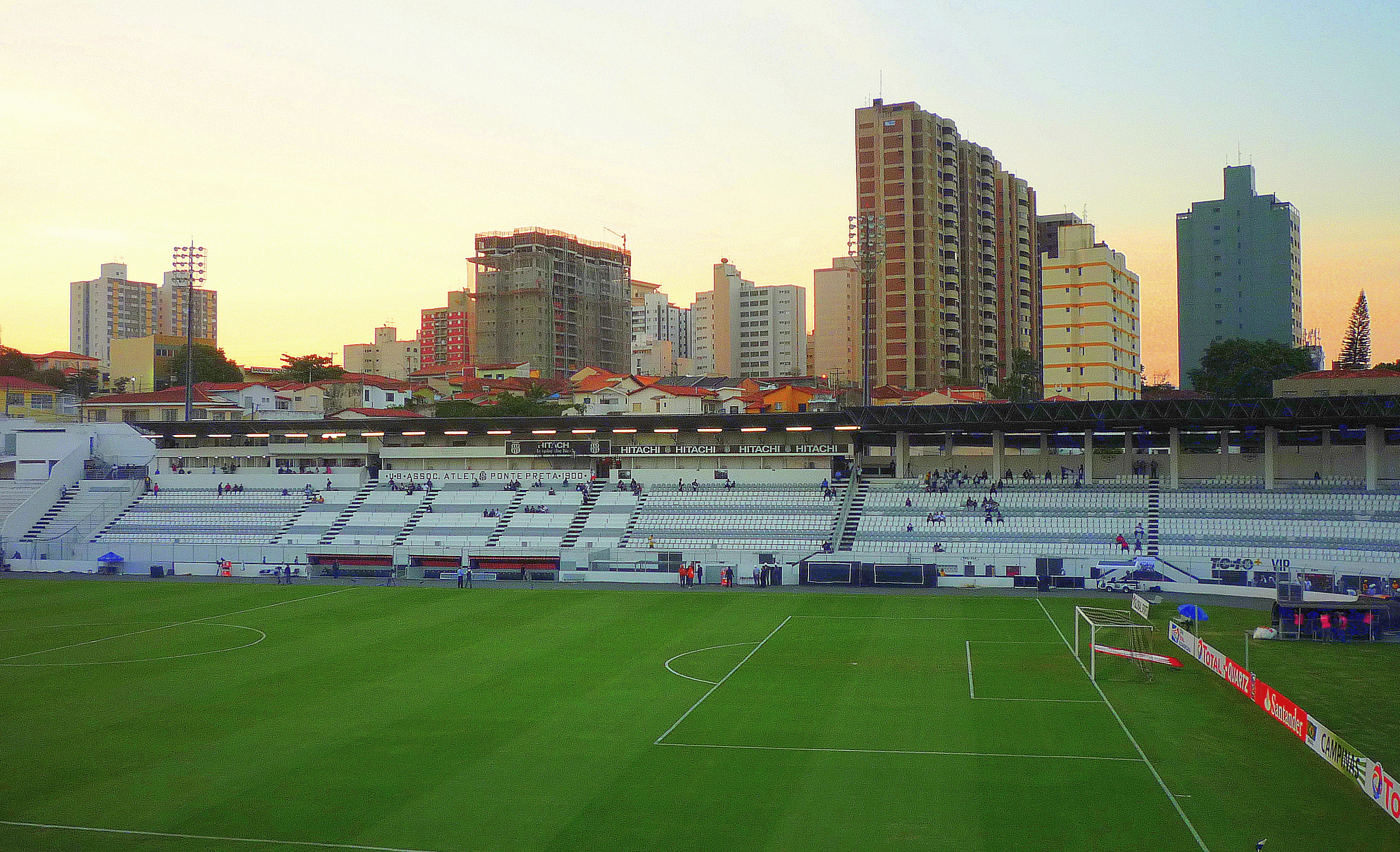
Tribuna